# Bottino (calciatore)
 Bottino (fl. XX secolo) è stato un calciatore italiano, di ruolo attaccante.

## Carriera
Con la Rivarolese disputa 22 gare nel campionato di Prima Divisione 1922-1923. segnando 8 gol